# Besondere Gefechtshandlung
Als Besondere Gefechtshandlungen werden im deutschen Heer militärische Handlungen bezeichnet, die im Rahmen aller Operationsarten möglich sind und die zu einem Gefecht überleiten können. Sie sind zwischen den Gefechtsarten und den Allgemeinen Aufgaben im Einsatz eine eigenständige Gattung, die bei der Führung im Gefecht und der Truppenausbildung zu berücksichtigen sind.
Besondere Gefechtshandlungen sind
- Begegnungsgefecht,
- Ablösung einer Truppe, die am Feind steht, durch eine neue Truppe, die ggf. deren Aufgabe übernimmt,
- Lösen vom Feind,
- Aufnahme von eigenen, ausweichenden Kräften durch eigene Truppen,
- Überwachen von Räumen, um mit weiträumig eingesetzten Kräften und Mitteln Informationen über das Geschehen in Gebieten zu erhalten,
- Schutz rückwärtiger Räume,
- Verteidigung, Entsatz und Ausbruch eingeschlossener Kräfte.

## Vorschriften und historische Entwicklung
In der Truppenführungsvorschrift (Heeresdienstvorschrift 100/100 - TF/G) des Heeres ist den Besonderen Gefechtshandlungen ein eigener Teil vorbehalten, in dem die wesentlichen Charakteristika und grundlegenden Vorschriften für die Bewältigung solcher Lagen und Aufträge gegeben werden. Da sie den Allgemeinen Aufgaben im Einsatz und den Gefechtsarten in der Häufigkeit des Vorkommens nachgeordnet sind, schließt die Vorschrift mit ihrer Darstellung.
Für das preußische und deutsche Heer bis 1918 galt die Felddienst-Ordnung (Dienstvorschrift-Exerzierregelement Nr. 267), der Vorläufer der Truppenführungsvorschriften. Dort sind jedoch noch keine Besonderen Gefechtshandlungen aufgeführt.
Für die Wehrmacht wurden die entsprechenden Anweisungen in der Truppenführungsvorschrift (Heeresdienstvorschrift 300/1 Truppenführung - T.F.) gemacht. Der Begriff der Besonderen Gefechtshandlung war jedoch noch nicht in Gebrauch.
Das Begegnungsgefecht war im Abschnitt VI geregelt. Angriff, das Lösen vom Feind und die Aufnahme im Abschnitt IX Abbrechen des Gefechts, Rückzug geregelt.
Das Überwachen von Räumen war Abschnitt III Aufklärung zugeordnet, während es für die Ablösung von Truppen keine vorschriftlichen Regelungen gab.
Dagegen wurden als Gefechte unter besonderen Verhältnissen das Gefecht bei Dunkelheit und Nebel, Ortsgefecht, Waldgefecht, Überwinden von und Abwehr an Flüssen und anderen Gewässern, Gefecht im Gebirge, Gefecht in Engen, Grenzschutz und Kleiner Krieg (i. a. Partisanenkampf) im Abschnitt XI behandelt.
Die Wehrmacht stützte sich damit weitgehend auf die von General Hans von Seeckt für die Reichswehr herausgegebene Heeresdienstvorschrift 487 - Führung und Gefecht der verbundenen Waffen (F. u. G.) von 1924. Dort hatte das Begegnungsgefecht gemeinsam mit den Angriffsverfahren den Abschnitt VI für sich. Die Ablösung war in Kapitel X. Verteidigung geregelt. Als Gefechte unter besonderen Verhältnissen kannte die F.u.G. das Hinhaltende Gefecht, Orts- und Waldgefecht, Gefecht bei Dunkelheit und Nebel, Gefecht um Engen und Flussübergänge, Gefecht im Gebirge  und den Minenkrieg.
Für die Bundeswehr wurden die entsprechenden Regelungen in eigenständigen Vorschriften zusammengefasst, wodurch die Truppenführungsvorschrift entlastet werden konnte.